# Marco Marsilio
Marco Marsilio (ur. 17 lutego 1968 w Rzymie) – włoski polityk, samorządowiec i nauczyciel akademicki, parlamentarzysta, od 2019 prezydent Abruzji.

## Życiorys
Urodził się w Rzymie, natomiast jego ojciec pochodzi z Tocco da Casauria w Abruzji, skąd wyjechał w poszukiwaniu pracy. Ukończył studia filozoficzne na Uniwersytecie Rzymskim „La Sapienza”. Został nauczycielem akademickim na Università degli studi Link Campus University w Rzymie, gdzie nauczał estetyki, muzeologii i marketingu dziedzictwa kulturowego. Pracował również jako dyrektor przedsiębiorstwa zajmującego się publikacją gazety i urzędnik.
Działał w organizacjach studenckich. Należał do Włoskiego Ruchu Socjalnego i Sojuszu Narodowego, od 1996 do 2000 pozostawał wiceszefem Azione Giovani (młodzieżówki AN). Od 1993 do 1997 był radnym jednej ze stołecznych gmin, następnie do 2008 zasiadał w radzie miejskiej Rzymu przez trzy kadencje. W 2008 uzyskał mandat w Izbie Deputowanych XVI kadencji z ramienia Ludu Wolności. W 2012 przeszedł do ugrupowania Bracia Włosi, z jego listy rok później bezskutecznie ubiegał się o reelekcję. W ramach partii zajmował stanowiska sekretarza administracyjnego i koordynatora w Lacjum. W 2018 wybrano go do Senatu XVIII kadencji, gdzie dołączył do frakcji Braci Włochów.
W listopadzie 2018 ogłoszono go kandydatem na prezydenta Abruzji z ramienia koalicji Braci Włochów, Ligi, Forza Italia i Unii Centrum. Po wygranym głosowaniu 23 lutego 2019 objął stanowisko prezydenta regionu. W lutym wybrany wiceprzewodniczącym Europejskich Konserwatystów i Reformatorów w Komitecie Regionów Unii Europejskiej.

## Życie prywatne
Jest żonaty, ma córkę.